# Silvio Danailow

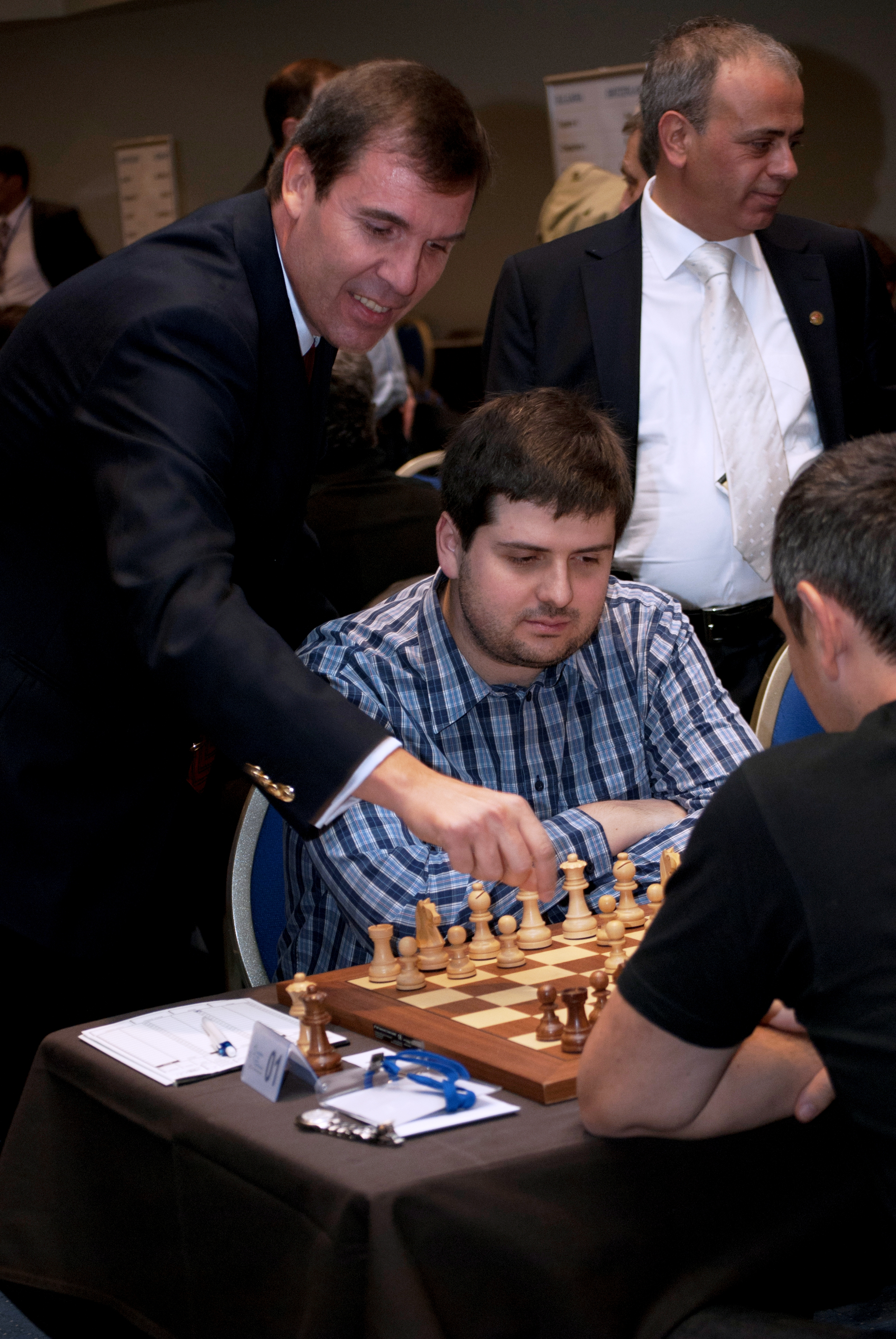
Silvio Danailow und Pjotr Weniaminowitsch Swidler, Porto Carras 2011

Silvio Danailow (bulgarisch Силвио Данаилов, * 21. April 1961 in Sofia) ist ein bulgarischer Schachmeister, Manager der beiden ehemaligen FIDE-Weltmeister Ruslan Ponomarjow und Wesselin Topalow. Von September 2010 bis August 2014 war er Präsident der European Chess Union.

## Leben

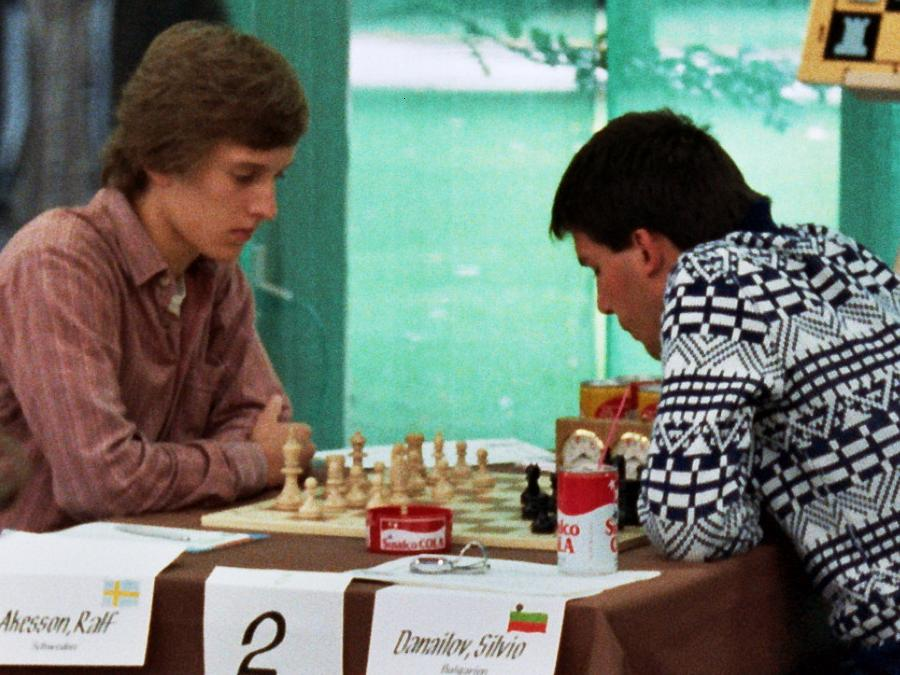
Ralf Åkesson – Silvio Danailow, Juniorenweltmeisterschaft im Schach 1980

Danailow wurde 1980 Dritter bei der Jugendeuropameisterschaft. 1983 wurde er bei der bulgarischen Meisterschaft geteilter Erster, verlor allerdings den anschließenden Stichkampf gegen Dimitar Dontschew mit 1,5:2,5. 1984 erlangte er den Titel Internationaler Meister. Er hat seit dem Jahr 2000 keine Elo-gewerteten Partien mehr gespielt und wird daher bei der FIDE als inaktiv geführt (Stand: Januar 2015).
Seit Beginn der 1990er Jahre ist Danailow Manager von Topalow, der 2005 FIDE-Weltmeister wurde. Außerdem ist er Organisator des seit 2005 stattfindenden Turniers M-Tel Masters in Sofia.
Im Juli 2007 sprach die Ethik-Kommission der FIDE Danailow wegen seines Verhaltens während des WM-Kampfes Topalow gegen Kramnik einen Tadel („Reprimand“) aus.
Am 29. September 2010 wurde Danailow als Nachfolger von Boris Kutin zum Präsidenten der European Chess Union gewählt. Er setzte sich mit 30:24 Stimmen gegen seinen Mitbewerber Ali Nihat Yazıcı aus der Türkei durch. Im Jahr 2014 verlor Danailow das Amt an Surab Asmaiparaschwili.